# Nouveau cimetière de la Croix Rousse
Cet article court présente un sujet plus développé dans : Cimetières de la Croix-Rousse.
Le nouveau cimetière de la Croix-Rousse est le plus récent des deux cimetières de la Croix-Rousse en France. Il est le plus au sud des deux.

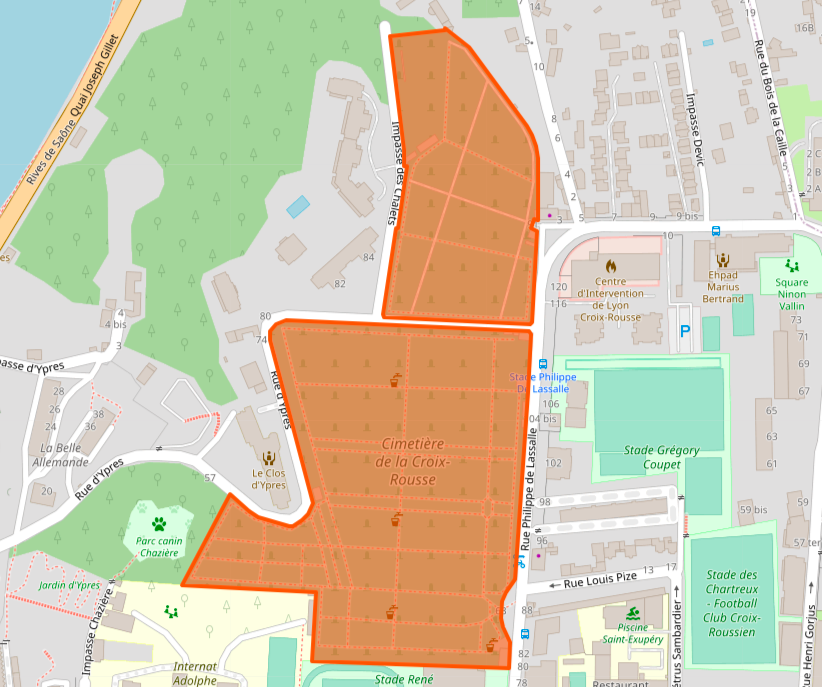
En orange, le cimetière ancien au nord, le cimetière nouveau au sud.